# تاريخ فريدريش الثاني ملك بروسيا، الملقب بفريدريش الكبير
«تاريخ فريدريش الثاني ملك بروسيا، الملقب بفريدريش الكبير» (History of Friedrich II. of Prussia, Called Frederick the Great) هو كتاب تاريخي يتناول سيرة فريدريك الثاني ملك بروسيا، للكاتب الاسكتلندي والمؤرخ والفيلسوف توماس كارلايل. نُشر لأول مرة في ستة مجلدات من 1858 إلى 1865.

## التأليف والنشر
بدأ اهتمام كارلايل بفريدريش عندما قرأ كتاب تاريخ عنه في عام 1819 وأصبح مولعًا بنقل قوله «مرة أخرى سنقوم بعمل أفضل». أعرب أولاً عن رغبته في الكتابة عن فريدريش في رسالة موجهة إلى جي آر غليغ بتاريخ 21 مايو 1830، حيث قدم الاقتراح التالي (غير الناجح):
فريدريش العظيم، بصفته مؤلفًا وجنديًا وملكًا وإنسانًا، يستحق حقًا كتابة تاريخه؛ ربما أفضل من كارل الثاني عشر، الذي بدت لي سيرته الذاتية لفولتير دائمًا واحدة من أكثر الكتب بهجة. دع ناشريكم يقدمون لي ثلاثمائة جنيهاً، والوقت لتسخين بوتقة السيرة الذاتية التاريخية وملئها ودمجها بشكل صحيح، وسأعطيهم أفضل مجلد واحد يمكنني أن أكتبه عن فريتز الشجاع: أعتقد أنه قد يكون جاهزًا قبل هذا وربما أذهب إلى ألمانيا في الشتاء للاستفسار عنها بشكل أفضل. هذا هو المشروع الأكثر جدارة الذي يمكنني التفكير فيه في الوقت الحالي: إذا كان بإمكانك ترتيب جانبك منه وفقًا لهذه الشروط، فسأكون سعيدًا جدًا لسماع ذلك، في أقرب وقت ممكن، والمضي قدمًا على الفور لاتخاذ الإجراءات اللازمة لأدائي. أعتقد أنه يمكن كتابة كتاب جيد إلى حد ما حول هذا الموضوع؛ في جميع الظروف، أنا على استعداد للمحاولة.

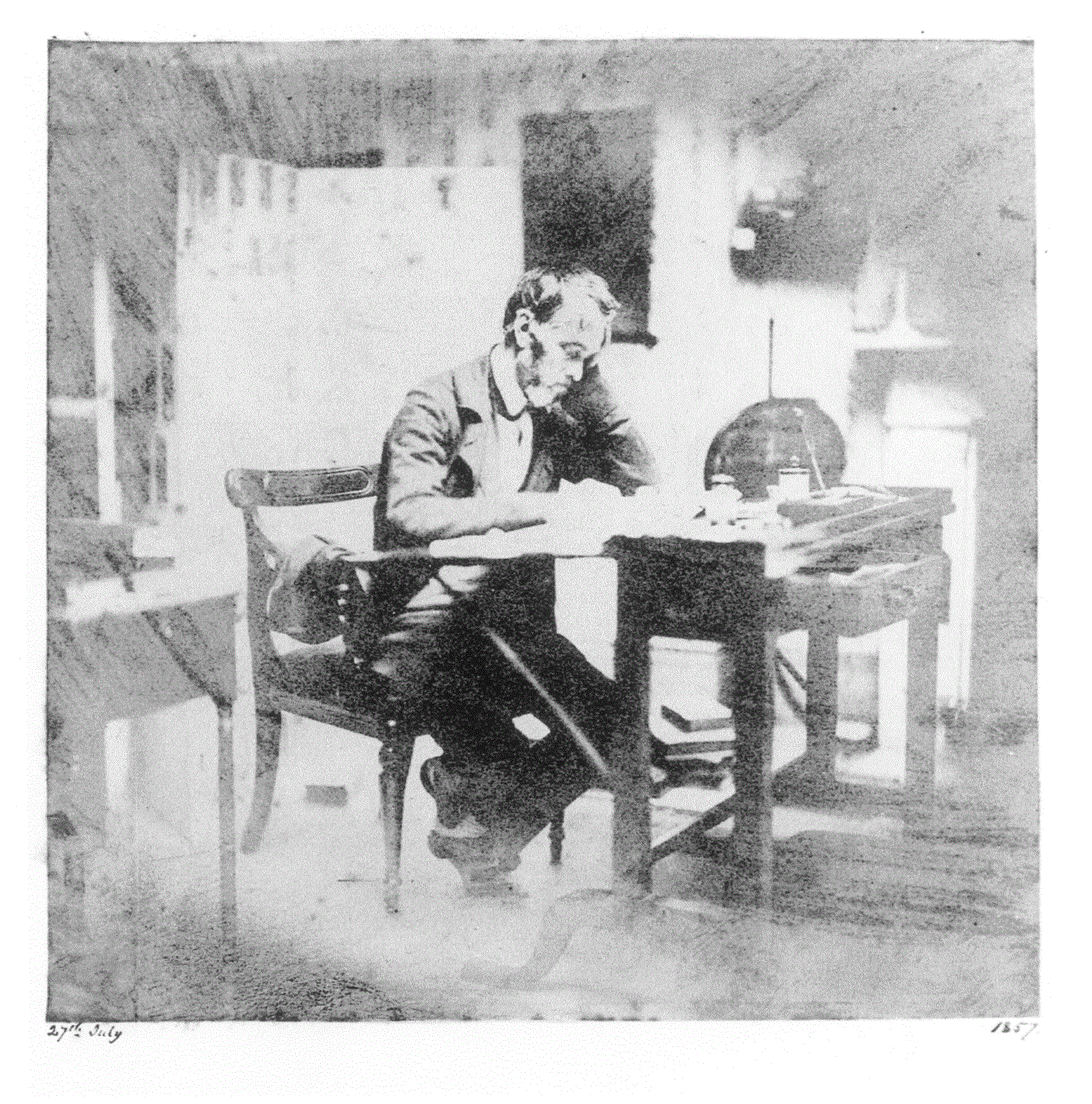
توماس كارلايل في العلية في منزله في 5 شارع تشاين رو، بريشة روبرت سكوت تايت، 27 يوليو 1857

ولم يقل اهتمامه. وفي كتاب سارتور ريسارتوس، الذي كتبه في ذلك العام، كان والد ديوغينيس تويفلسدورك رقيبًا متقاعدًا في جيش فريدريك. سأل كارلايل كارل أوجست فارنهاجن فون إنسي في عام 1840، «هل كتب أحد من قبل حياة مناسبة لفريدريش العظيم؟»  بدأ في قراءة سيرة ذاتية جديدة لفريدريش بقلم يوهان بريوس في عام 1845، بعد وقت قصير من الانتهاء من مخطوطة رسائل وخطب أوليفر كرومويل. دفعته السيرة الذاتية إلى التصريح، «بالتأكيد إذا كان هناك بطل لملحمة في هذه العصور - ولماذا لا يوجد في هذه العصور مثل غيرها - إذًا هذا هو!» 
بدأ البحث في مادة العمل في عام 1851، بعد الانتهاء من كتيبات الأيام الأخيرة وحياة جون ستيرلنج، وقام بجولة في ألمانيا في خريف عام 1852.
كان التقدم بطيئًا في البداية، حيث كانت تساور كارلايل شكوكًا حول موضوعه وقدرته على إكمال المهمة التي حددها لنفسه، بالإضافة إلى تعثره بصعوبات في الوصول إلى المادة الأساسية. ومع ذلك، فقد أصر على كتابة ملاحظات وفيرة، مجموعة كبيرة منها موجودة الآن في مكتبة بينيك في جامعة ييل.
ساعد العديد من المساعدين في بحثه، وقاموا برحلات إلى المكتبة البريطانية ومكتب الأوراق الحكومية وأماكن أخرى، ونسخوا أيضًا مقتطفات من كتب التاريخ الألمانية.
اشترى كارلايل العديد من الكتب عن التاريخ الألماني، ترك عددًا كبيرًا منها لجامعة هارفارد في وصيته؛ وهي موجودة الآن في مكتبة هوتون.
في عام 1854، كان لدى كارلايل غرفة عازلة للصوت مبنية في الطابق العلوي من منزله في تشاين رو من أجل منع الضوضاء الصادرة من الجيران والشارع. وكتب ما تبقى من كتاب فريدريش هناك.
أكمل أول مجلدين في عام 1856 وتم نشرهما عام 1858. أعرب كارليل الضجر عن أسفه لأنه "يبدو أنه لا يساوي شيئًا بالنسبة لي، أو أقل من لا شيء"؛ يقول فارنهاغن فون إنسي: "يقول كارلايل إن كتابه عن فريدريش العظيم هو أفقر عمل قام به وأكثره إزعاجًا ومشقة: لا يرضي به على الإطلاق، ولم يجد إلا التعب والحزن. "ما علاقة الشيطان بفريدريش الخاص بك؟" 
شجعه الاستقبال الإيجابي للمجلدين الأولين،  وقام برحلة ثانية إلى ألمانيا، وهي «زيارة تمت في المقام الأول لدراسة اثني عشر من ساحات معارك فريدريش الكبير في سيليزيا، وبوهيميا، وساكسونيا»، والتي وثقها في كتابه رحلة إلى ألمانيا، خريف 1858. 
أدرك كارلايل، الذي كان يخطط لكتابة أربعة مجلدات في الأصل، أنه سيحتاج إلى ستة مجلدات، لأن أول كتابين استغرقا الفترة حتى عام 1740 ووفاة والد فريدريش: فريدريش وليام الأول.
وبعد رحلة عام 1858، أعرب عن أمله في أن يتم الانتهاء من الكتاب في غضون عامين، لكنه انتهى به الأمر بسبع سنوات. ظهر المجلد الثالث عام 1862، والرابع عام 1864، والآخران عام 1865. كان كارلايل يبلغ من العمر سبعين عامًا عندما أنهى عمله وكان قد أصيب بهزة في يده التي يكتب بها.

## الاستقبال والإرث
أطلق عليه جيمس أنتوني فرود «أعظم أعماله»  واعتبره رالف والدو إمرسون «كتابًا ليوم القيامة، لحكمه الأخلاقي على البشر والأمم، وآداب العصر الحديث». كما أطلق عليه «بالتأكيد أذكى كتاب كتب على الإطلاق».
كتب جيمس راسل لويل أن «شخصيات معظم المؤرخين تبدو وكأنها دمى محشوة بالنخالة، والتي تنفد مادتها بالكامل من خلال أي ثقب قد يمزقها النقد؛ لكن كارلايل حقيقية جدًا بالمقارنة، إذا قمت بوخزها، فإنها تنزف..» 

ترك وليام ألينجهام انطباعاته:
لنفترض أنك تهتم قليلاً أو لا تهتم على الإطلاق بملك بروسيا ومخاوفه، - إذا كنت تهتم بالأدب والعبقرية، فإليك أفضل عمل للعبقرية الأدبية، وإليك أفضل ما وجده رجل عظيم حقًا من النوع الأدبي من قدرته على إعطائك من خلال التفاني لثلاثة عشر عامًا شاقًا؛ وهنا ينفتح أمامك بوضوح عالم من الحكمة والفكاهة والصورة والسرد والشخصية والتاريخ والفكر والذكاء والتعلم والبصيرة. افتحه حيث تريد، فكل صفحة تضج بها الحياة.
أطلق عليها ليتون ستراشي وصف «ببراعة». وقارنها هنري لويس منكن بمعبد البارثينون، والسيمفونية الخامسة لبيتهوفن، وأوبرا «دم فيينا» ليوهان شتراوس.
أشار فرود إلى أن الطلاب العسكريين في ذلك الوقت تعلموا معارك فريدريش من كتابات كارلايل. 

### ألمانيا
تُرجم كتاب فريدريش الكبير إلى الألمانية من 1858 إلى 1869، فور نشره بالإنجليزية تقريبًا.  ويُذكر العمل بشكل متكرر في يوميات كوسيما فاغنر. وأشار إليه ريتشارد فاجنر في مقدمته عام 1872 عن «الفن والثورة».

#### مخبأ هتلر
قرأ جوزيف جوبلز الكتاب بشغف، ويقال أنه قرأ فقرات منه لأدولف هتلر في مناسبتين في الأشهر الأولى من عام 1945، حيث كانت الهزيمة تلوح في الأفق. قال غوبلز لـ لوتس فون كروسيغ إنه بعد القراءة الثانية قبل أيام قليلة من وفاة فرانكلين دي روزفلت في 12 أبريل: «الفوهرر... كانت الدموع في عينيه».
أضرت هذه الحكاية، عن اهتمام أدولف هتلر بالكتاب وقراءته والتأثر به، بشدة بسمعة الكتاب في فترة ما بعد الحرب، وهي حالة لا تزال مستمرة حتى يومنا هذا. كتب جوناثان ماكولوم في عام 2007 أن «فريدريش كارلايل لم يُخرج قط من مخبأ هتلر».

## محتويات الكتاب
يتكون العمل من 21 كتابًا وملحق.
- الكتاب الأول: الولادة والنسب (1712)
- الكتاب الثاني: عن براندنبورغ وهوهنتسولرن (928 - 1417)
- الكتاب الثالث: أسرة هوهنتسولرن في براندنبرغ (1412 - 1718)
- الكتاب الرابع: تلمذة فريدريش، المرحلة الأولى (1713 - 1728)
- الكتاب الخامس: مشروع الزواج المزدوج وما هو العنصر الذي وقع فيه (1723 - 1726)
- الكتاب السادس: مشروع الزواج المزدوج، وولي العهد يغرق تحت رياح العاصفة (1727 - 1730)
- الكتاب السابع: حطام السفينة المخيف لمشروع الزواج المزدوج (فبراير - نوفمبر 1730)
- الكتاب الثامن: استرجاع ولي العهد: الحياة في كوسترين (نوفمبر 1730 - فبراير 1732)
- الكتاب التاسع: المرحلة الأخيرة من تدريب فريدريش: الحياة في نويروبين (1732 - 1736)
- الكتاب العاشر: في راينسبرغ (1736 - 1740)
- الكتاب الحادي عشر: فريدريش يأخذ زمام الأمور (يونيو - ديسمبر 1740)
- الكتاب الثاني عشر: بداية حرب سيليزيا الأولى، إيقاظ حرب أوروبية عامة (ديسمبر 1740 - مايو 1741)
- الكتاب الثالث عشر: نهاية حرب سيليزيا الأولى، تاركة الحرب الأوروبية العامة مشتعلة من جميع النواحي (مايو 1741 - يوليو 1742)
- الكتاب الرابع عشر: الحرب الأوروبية المحيطة لا تنتهي (أغسطس 1742 - يوليو 1744)
- الكتاب الخامس عشر: حرب سيليزيا الثانية، حلقة مهمة في الحرب الأوروبية العامة (15 أغسطس 1744 - 25 ديسمبر 1745)
- الكتاب السادس عشر: عشر سنوات من السلام (1746 - 1756)
- الكتاب السابع عشر: حرب السنوات السبع: الحملة الأولى (1756 - 1757)
- الكتاب الثامن عشر: حرب السنوات السبع تتفاقم إلى ذروتها (1757 - 1759)
- الكتاب التاسع عشر: فريدريش يحب أن يستغرق في حرب السبع سنوات (1759-1760)
- الكتاب العشرون: فريدريش لا يجب أن يستغرق: تنتهي حرب السنوات السبع تدريجيًا (25 أبريل 1760 - 15 فبراير 1763)
- الكتاب الحادي والعشرون: بعد الظهر والمساء من حياة فريدريش (1763 - 1786)
- ملحق

## روابط خارجية
الكتاب كاملا في موقع مشروع غوتنبرغ